# Partito Democratico del Botswana
Il Partito Democratico del Botswana (in tswana: Phathi ya Tomokoraga; in inglese: Botswana Democratic Party - BDP) è un partito politico botswano fondato nel 1961 da Seretse Khama.
Prima dell'indipendenza del Botswana, avvenuta nel 1966 con la fine del Protettorato del Bechuanaland, il partito era designato con la denominazione di Partito Democratico del Bechuanaland (Bechuanaland Democratic Party).
Nel luglio del 2019 l'ex Presidente Seretse Ian Khama lascia il partito e fonda un nuovo soggetto politico, il Fronte Patriottico del Botswana.

## Segretari
- Seretse Khama (1961-1980)
- Quett Masire (1980-1994)
- Festus Mogae (1994-1998)
- Ponatshego Kedikilwe (1998-2003)
- Seretse Ian Khama (2003-2009)
- Daniel Kwelagobe (2009-2014)
- Mokgweetsi Masisi (2014-2018)
- Slumber Tsogwane (dal 2018)

## Risultati elettorali
| Elezione      | Voti    | %     | Seggi   |
| ------------- | ------- | ----- | ------- |
| Generali 1994 | 154 687 | 54,7  | 27 / 40 |
| Generali 1999 | 192 598 | 57,1  | 33 / 40 |
| Generali 2004 | 213 308 | 51,7  | 44 / 57 |
| Generali 2009 | 290 099 | 53,3  | 45 / 57 |
| Generali 2014 | 320 657 | 46,5  | 37 / 57 |
| Generali 2019 | 405 719 | 52,77 | 38 / 57 |